# Svøbelsesbarn
 Denne artikel bør gennemlæses af en person med fagkendskab for at sikre den faglige korrekthed.

 Der er for få eller ingen kildehenvisninger i denne artikel, hvilket er et problem. Du kan hjælpe ved at angive troværdige kilder til de påstande, som fremføres i artiklen.

Et svøbelsesbarn er et spædbarn, der er blevet svøbt i et lunt tæppe eller tøj, så kroppens mulighed for at bevæge sig er stærkt reduceret. Dette gør man for at efterligne den fornemmelse, som barnet havde i maven, og dermed berolige barnet. Især i det, der kaldes det 4. trimester, har mange børn stadig et behov for at være pakket tæt ind. Den stramme fornemmelse omkring barnet gør også, at barnet ikke kan lave de ufrivillige spjæt (moro refleks), som små børn har tendens til . Spjættene vækker oftest barnet under REM-søvnen. REM-søvn har stor betydning for den udvikling, der sker i barnets hjerne.
Det er påvist, at babyer, der svøbes græder mindre, sover roligere og vågner mindre op. Der er desuden observeret en bedre neuromuskulær udvikling hos for tidligt fødte, der svøbes 
Brug af svøb er især stigende i USA og England.

## Risiko ved svøb
Forskning viser, at når babyer svøbes korrekt, er det sikrere for dem at sove sådan, da de dermed falder i søvn på ryggen og forbliver i den stilling, og samtidig er de mindre tilbøjelig til at få en dyne eller et tæppe over hovedet. Der advares til gengæld mod at svøbe et barn og lægge det på maven, da barnet dermed ikke kan vende sig, hvilket øger risikoen for kvælning.
I dag bruger de fleste svøbeposer, som i de fleste tilfælde har ergonomiske poser, som giver plads til hofter og ben kan bevæge sig naturligt. Svøb, der er for stramme om hofterne, kan i værste fald føre til hoftedysplasi.

## Svøbets historie
Nogle mener, at man i gamle dage pakkede børnene stramt ind, så de blev rolige og dermed ikke tog så meget af moderens tid. Børn blev svøbet lige indtil 1700-tallet, hvor man som en modreaktion til tidligere tiders rigide opdragelse langsomt lod den gamle tradition forsvinde.
I mange kulturer har traditionen holdt ved, og her er det stadig almindeligt at svøbe børn op til 12 måneders alderen. Studier har vist, at disse børn er lige så motorisk fremmelige som vestlige børn, der ikke er blevet svøbt.
Svøb hed i reglen "svøbelse" eller "svøbeklæder". Hans Tavsen siger således i sin Postille om de hellige tre konger, da de kom til Bethlehem: "de finde da en arm Kahyte for sig.... og ser ej andet deri end et spædt Barn i fattige Svøbelser".
Udtrykket holdt sig i betegnelsen svøbelsebarn. Så vidt man af billeder tør slutte, brugte man ikke i det 16. århundrede at omgive hele barnets dragt med et langt klædningsstykke, den såkaldte Løjert, for at holde sammen på den. Man søgte at opnå det samme ved at surre uden om alle "Tjalde" og "Svøbelser" i en uendelighed af lister på kryds og tværs, der nok skulle holde selv den værste sprællebasse i ave.
Det var disse mange bånd, der dannede det mest iøjnefaldende ved svøbelsebarnet.
Et svøbelsesbarn lignede dog ikke nutids gengivelser, som vi kender fra feks. Rusland, for en hovedregel var, at dragten aldrig var hvid, men af skrigende farver, helst rød.